# Сидонский, Фёдор Фёдорович
 Фёдор Фёдорович Сидонский (при рождении — Баранов; 1805—1873) — русский философ и писатель

; протоиерей Русской православной церкви, доктор философии (1864).

## Биография
Родился 23 февраля (7 марта) 1805 года в Архангельском погосте Новоторжского уезда Тверской губернии. Воспитывался в Тверской духовной семинарии. В соответствии с семинаристcкой традицией ему была дана новая фамилия — Сидонский.
C 1825 по 1829 год — в Санкт-Петербургской духовной академии. После окончания курса Сидонский (2-й магистрант VIII курса) был оставлен при академии бакалавром английского языка, а потом и философии.
В том же году он был рукоположён в священники в Казанский собор. В то время как большая часть профессоров руководствовались при преподавании указанными начальством сочинениями старого времени, Сидонский, ещё в студенческую пору основательно изучивший философию, особенно немецкую, издал в 1833 году, составленное по его лекциям в академии, «Введение в науку философии» (Санкт-Петербург: тип. К. Вингебера, 1833), в котором задался целью «объяснить всю важность философии, обнадежить в благонамеренности её при её истинной и должной постановке»; по его мнению «надёжнейшим исходным пунктом философского мышления должен быть доступный для всех опыт; в зависимости от этого он считает недостижимым для всех нас знание полной истины, и недостаток последнего должен пополняться верой». Руководствуясь отзывами профессора Фишера, Академия наук в 1836 году присудила за это произведение Сидонскому полную Демидовскую премию. Однако, несмотря на всё это, публикация книги стала причиной служебных неудач для Сидонского. Его взгляды показались недостаточно строгими и он был переведён на кафедру французского языка, а в 1835 году вовсе удален от преподавания.
После этого он посвятил себя литературной деятельности, давая также частные уроки. К этому времени относятся следующие его произведения, оставшиеся в рукописях: «Жизнь Спасителя», «История времен апостольских», «Синоптическое обозрение Евангелий» и «Собрание собственных изречений Господа Иисуса Христа», «Рассуждение о переводе 70-ти толковников», «Еврейско-русский словарь», «Новый завет на греческом и славянском языках», «Таблицы для приблизительного (до полутора часового) вычисления новолуний, особенно пасхальных», перевод с еврейского языка притчей. Кроме этого были напечатаны: перевод Шульце «Психическая антропология, или Опытное учение о жизни человека по духовной его стороне. Вып.1-2» (Санкт-Петербург: тип. И. Глазунова, 1834—1835), «Три поучения священника Феодора Сидонского» (Санкт-Петербург, 1839).
В 1854 году он был избран членом-корреспондентом, а в 1856 году — действительным членом Императорского археологического общества. В 1860 году стал членом германского национального музея в Нюрнберге, а в 1868 году членом Лазаревского института восточных языков.
В январе 1864 года получил звание доктора философии и занял кафедру философии в Петербургском университете. В 1873 году он был приглашён на кафедру богословия, которую он занимал совсем недолго, до дня смерти — 6 (18) декабря 1873 года. Его лекции (по записям студентов) были напечатаны в 1877 году: «Генетическое введение в христианское богословие» (Санкт-Петербург: тип. Ф. Г. Елеонского и К°).
Его сын Иван Фёдорович Сидонский (1831—1870) был директором 6-й Санкт-Петербургской гимназии.
Похоронен на Волковском православном кладбище. Могила утрачена.